# Mayridia maryae
Mayridia maryae är en stekelart som beskrevs av Prinsloo 1985. Mayridia maryae ingår i släktet Mayridia och familjen sköldlussteklar.
Artens utbredningsområde är Namibia. Inga underarter finns listade i Catalogue of Life.